# Föderales Übergangsparlament
Das Föderale Übergangsparlament (oft auch Übergangs-Bundesparlament oder Bundes-Übergangsparlament, Somali: Golaha Shacabka Federaalka Kumeelgaarka ee Jamhuuriyada Soomaaliya oder Baarlamaanka Federaalka Soomaaliya) war bis Mitte 2012 das international anerkannte Übergangsparlament Somalias. 
Es stand als gesetzgebende Gewalt neben der Übergangsregierung Somalias.
Das Föderale Übergangsparlament wurde im Jahr 2004 bei Friedensverhandlungen im südlich benachbarten Kenia gebildet. 2005 konnte es seinen Sitz nach Baidoa in Somalia verlegen.
Nachdem Anfang 2009 die islamistische al-Shabaab Baidoa erobert hatte, flohen zahlreiche Parlamentsabgeordnete aus dem Land, sodass das Übergangsparlament nicht mehr beschlussfähig war.
Es bestand aus 450 Mitgliedern, die verschiedene Clans und bewaffnete Gruppierungen sowie Teile der islamistischen Opposition und die Diaspora vertreten.
Im August 2012 wurde das Föderale Übergangsparlament durch das Bundesparlament abgelöst.